# مؤسسية الخيار الرشيد
مؤسسية الخيار الرشيد (RCI) هي أسلوب نظري لدراسة المؤسسات يزعم أن الأفراد يستخدمون المؤسسات للوصول إلى أقصى قدر من المنفعة لأنفسهم. بيد أن هؤلاء الأفراد يواجهون عقبات تتعلق بالقواعد التي تفرضها البيئة المؤسسية وتؤثر على سلوكهم. وظهر مفهوم مؤسسية الخيار الرشيد لأول مرة نتيجة لدراسة السلوك في الكونغرس الأمريكي في أواخر السبعينيات من القرن العشرين. وهي تستخدم أدوات تحليلية مستمَدة من الاقتصاد الكلاسيكي الجديد لشرح كيفية تكوّن المؤسسات، وسلوك الممثلين السياسيين فيها، ونتيجة التفاعل الإستراتيجي بها.
تفسر مؤسسية الخيار الرشيد تكوّن المؤسسات كمحاولة لتقليل تكاليف معاملات النشاط الجماعي التي كان من الممكن أن تكون أعلى بكثير بدون مثل هذه المؤسسات. فتستمر المؤسسات بعد تكونها لأنها تقلل من الشك وتسمح بالمكاسب الناتجة عن التبادل. وتفترض مؤسسية الخيار الرشيد أن الممثلين السياسيين داخل الإطار المؤسسي لديهم مجموعة ثابتة من التفضيلات. ولتحقيق أقصى قدر ممكن من هذه التفضيلات، يتصرف الممثلون على نحو إيجابي للغاية من خلال التبصر النظامي والحساب الإستراتيجي للتكاليف والمنافع. تضع المؤسسات القواعد، وتحدد نطاق الإستراتيجيات المتاحة، ومجموعة البدائل. ويتأثر سلوك الممثلين تأثرًا كبيرًا بتوقع كيفية مساومة الأفراد المؤثرين الآخرين. وتقدم البيئة المؤسسية المعلومات وآلية التنفيذ التي تقلل من شك كل ممثل بشأن سلوك الآخرين. وهذا الأسلوب الحسابي يوضح كيفية تأثير السياق المؤسسي على سلوك الأفراد، ويؤكد كيفية تحديد التفاعل الإستراتيجي لنتائج السياسات.

## نموذج العامل الأساسي والعامل التابع
يتمثل أحد المفاهيم الرئيسية لمؤسسية الخيار الرشيد في نموذج العامل الأساسي والعامل التابع المستمَد من الاقتصاد الكلاسيكي الجديد. يفترض هذا المفهوم أن العامل الأساسي يدخل في علاقة تعاقدية مع طرف ثانٍ، وهو العامل التابع، ويوكل إلى هذا التابع بمسؤولية تلزمه بالإيفاء بمسؤوليات أو مجموعة مهام معينة لصالح العامل الأساسي. وتحدث المشكلات هنا نتيجة للتوزيع غير المتماثل للمعلومات، والذي يكون فيه تحيز للعامل التابع. ويمكن ذلك التابع من السعي لتحقيق مصلحته الشخصية، واتباع سلوك انتهازي - التهرب - على حساب مصلحة العامل الأساسي. وتكمن مشكلة العالم الأساسي هنا في كيفية التحكم في تهرب التابع والحد منه.

## قيود
مؤسسية الخيار الرشيد هي أسلوب استنباطي يعتمد على إقامة النماذج النظرية لتفسير نتائج السياسات في العالم الواقعي. بالتالي، ونتيجة لقيام هذا الأسلوب على التجريد والخطوط الواضحة للمنطق، فإنه يبالغ في تبسيط التفاعل والدافع البشري.

## كتابات أخرى
- Weingast, Barry (1998) 'Political Institutions: Rational Choice Perspectives in A new handbook of political science, Robert E. Goodin, Hans-Dieter Klingemann (eds.), Oxford: Oxford University Press